# Micrommata
Micrommata és un gènere d'aranyes araneomorfs de la família dels esparàssids (Sparassidae). Fou descrit per primera vegada per Pierre André Latreille l'any 1804. El 1805 Charles Athanase Walckenaer va descriure el gènere Sparassus que donaria nom a la família (Sparassidae), però que seria reconegut com una sinonímia de Micrommata.
Les espècies d'aquest gènere tenen una distribució per la zona paleàrtica i Sud-àfrica.

## Taxonomia
Segons el World Spider Catalog amb data d'11 de gener de 2019, Micrommata té reconegudes les següents 6 espècies (i una subespècie):
- Micrommata aljibica Urones, 2004 (Espanya)
- Micrommata aragonensis Urones, 2004 (Espanya)
- Micrommata darlingi Pocock, 1901 (Sud-àfrica)
- Micrommata formosa Pavesi, 1878 (Algèria fins a Israel)
- Micrommata ligurina C. L. Koch, 1845 (Mediterrani fins a Àsia central)
- Micrommata virescens Clerck, 1757 (Zona paleàrtica)
  - Micrommata virescens ornata Walckenaer, 1802 (Europa, Síria, Israel)